# Marie Brackenbury

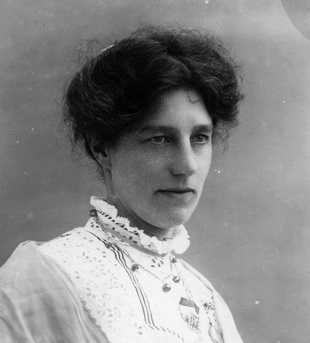
Marie Brackenbury, 1910

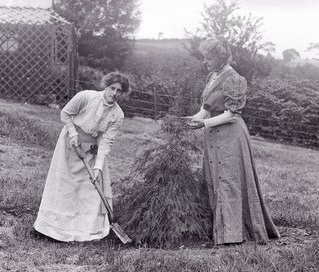
Marie und Georgina Brackenbury im Garten des Eagle House, 1909

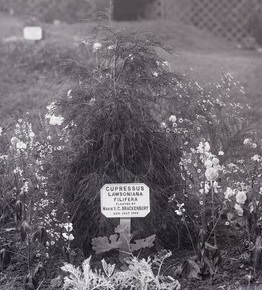
Plakette am von Brackenbury gesetzten Baum Planted by Marie V.C. Brackenbury 22nd July 1909

Marie Venetia Caroline Brackenbury (* 1866 in London; † 1950 ebenda) war eine englisch-britische Malerin und Suffragette. Das Haus, das sie mit ihrer Mutter Hilda Brackenbury und ihrer jüngeren Schwester Georgina, ebenfalls Malerin und militante Suffragette, bewohnte, war als Mouse Castle bekannt, weil dort Frauen, die nach Inhaftierung, Hungerstreik und Zwangsernährung nach dem sogenannten Cat and Mouse Act von 1913 vorzeitig freigelassen wurden, Zuflucht oder Erholung anboten.

## Leben
Brackenbury wurde als eine von zwei Töchtern von Generalmajor Charles Booth Brackenbury, Direktor des Artillerie-Colleges in Woolwich, und seiner Frau Hilda Eliza Brackenbury geboren. Sie wurde von Flora Shaw, einer Gouvernante und Haushälterin, erzogen, da Brackenburys Mutter Hausarbeit nicht mochte. 1890 zog die Familie nach dem Tod des Vaters nach Kensington. Ihre Eltern hatten beide künstlerische Interessen, und beide Töchter besuchten die Slade School of Fine Art, wo sie sich auf Landschaftsmalerei spezialisierte.
Ihre Mutter interessierte sich für Frauenrechte und trat 1907 der zunehmend radikalen Women’s Social and Political Union (WSPU) bei. Brackenbury und ihre Schwester traten ebenfalls der WSPU bei. Brackenbury sagte, sie sei von der "Womanliness" von Emmeline Pankhurst beeindruckt gewesen. Die beiden Schwestern verwandelten ihre Ateliers in Klassenzimmer, in denen sie Frauen im öffentlichen Reden ausbildeten und später Kunst für die Suffragettenbewegung schufen. 1908 schuf Brackenbury einen Cartoon namens This is the House that Men Built. 1911 entwarfen sie ein Jeanne-d’Arc-Kostüm für eine Demonstration. Brackenbury war besonders bekannt für Straßenkunst, bei der sie Gehwege mit Kreide bemalte, um für WSPU-Veranstaltungen zu werben.
Brackenbury nahm mit ihrer Schwester an dem gewagten sogenannten „Pantechnicon-Überfall“ teil. Dabei wurde ein Möbelwagen (pantechnicon) als trojanisches Pferd benutzt, um zwanzig Suffragetten zum Unterhaus zu bringen. Sie schloss sich denen an, die dann versuchten die Lobby zu stürmen. Brackenbury, ihre Schwester und Florence Haig wurden verhaftet und erhielten sechswöchige Haftstrafen.
Nach der Inhaftierung wurden beide wie andere Suffragetten nach Eagle House, dem Haus der Familie von Mary Blathwayt, eingeladen, um dort im Garten im Gedenken an die Haft einen Gedenkbaum zu setzen.
1912 wurde ihre Mutter wegen Fenstereinwerfens verhaftet. Sie vertrat den Standpunkt, dass es nicht anginge, dass der Staat zwar zwei ihrer Söhne in Indien im aktiven Dienst getötet werden ließ, sie, die Mutter, aber selbst kaum politische Rechte hätte. Sie verbrachte acht Tage in Untersuchungshaft und vierzehn Tage im Gefängnis, obwohl sie 80 Jahre alt war. Nachdem sie im April 1912 freigelassen wurde, sprach sie im London Pavilion.
1913 verabschiedete die Regierung den Prisoners (Temporary Discharge for Ill Health) Act 1913, das den Behörden das Recht gab, hungerstreikende Suffragetten freizulassen und sie wieder zu verhaften, wenn sie sich erholt hatten. Er war als Cat and Mouse Act bekannt, weil Katzen mit Mäusen spielen, bevor sie sie töten, und weil Mäuse sich verstecken, um nicht wieder gefangen zu werden. Das Haus, das Brackenbury mit ihrer Mutter und Schwester bewohnte wurde als Erholungsheim für Hungerstreikende genutzt und wurde Mouse Castle genannt.
Brackenbury starb 1950 ohne nahe Verwandte. Sie hinterließ ihr Haus einer Wohltätigkeitsorganisation. Eine Plakette erinnert an Mutter und Töchter Brackenbury.